# Gitta Bauer
Gitta Bauer (* 1919 in Berlin; † 1990) rettete ihre Freundin Ilse Baumgart vor den Verfolgungen der Nationalsozialisten und erhielt die Auszeichnung „Gerechter unter den Völkern“. 
Gitta Bauer und ihre drei Schwestern wurden in ihrem katholisch-protestantischen Elternhaus sehr liberal erzogen. Zum Freundeskreis der Familie gehörte auch die jüdische Familie Baumgart, mit deren Tochter Ilse Gitta Bauer befreundet war. 
Zunächst machten die Nationalsozialisten mit ihren Jugendverbänden Eindruck auf Gitta Bauer und während der Olympischen Spiele von 1936 wurde auch sie von einer solchen Begeisterung ergriffen, dass sie später freimütig zugab: „1936 wäre ich fast ein Nazi geworden.“ Doch bereits als 17-Jährige erkannte sie die Kriegsgefahr, die von den Nazis ausging und nahm eine kritische Haltung zu den Nationalsozialisten ein. Da sie mit sechs anderen gleichgesinnten Jugendlichen eine Zeitung hergestellt hatte, die zum Frieden aufrief, und diese an Freunde an der Front versandt hatte, bekam sie eine Haftstrafe.
Ihre Freundin Ilse Baumgart, die nach den Nürnbergern Gesetzen als sogenannte „Halbjüdin“  mit einem gefälschten Pass als „Arierin“ in Berlin lebte und als Telefonistin arbeitete, geriet am 21. Juli 1944 in große Schwierigkeiten. Ilse Baumgart war an ihrem Schreibtisch eingedöst und erwachte  als ein Vorgesetzter sie weckte und ihr erzählte, dass man ein Attentat auf Adolf Hitler verübt habe (s. 20. Juli 1944). Ilse Baumgart fragte: „Ist das Schwein tot? Dann ist der Krieg endlich vorbei.“ Diese Äußerung wurde sofort an einen diensthabenden Offizier gemeldet, der Ilse aber 15 Minuten Zeit gab, um ihrer Verhaftung zu entgehen. Gitta Bauer versteckte, ohne zu zögern, ihre Freundin neun Monate lang in ihrer Wohnung.